# Bailleval
Bailleval [bajval] ist eine französische Gemeinde mit 1.477 Einwohnern (Stand: 1. Januar 2022) im Département Oise in der Region Hauts-de-France. Sie gehört zum Arrondissement Clermont, zum Kanton Clermont und zum Gemeindeverband Communauté de communes du Liancourtois. Die Einwohner werden Baillevalois genannt.

## Geographie
Die Gemeinde Bailleval liegt an der Brèche, etwa 27 Kilometer westsüdwestlich von Compiègne und elf Kilometer nördlich von Creil. Sie besteht aus den drei Gemeindeteilen Béthencourt, Louveaucourt und Sénécourt.

### Nachbargemeinden
| Breuil-le-Vert | Breuil-le-Sec, Nointel                      | Catenoy   |
|                | Kompassrose, die auf Nachbargemeinden zeigt | Labruyère |
| Rantigny       | Liancourt                                   | Rosoy     |

## Bevölkerungsentwicklung
| Jahr                       | 1962 | 1968 | 1975 | 1982 | 1990 | 1999 | 2006 | 2012 | 2021 |
| Einwohner                  | 643  | 646  | 873  | 1044 | 1332 | 1421 | 1458 | 1471 | 1472 |
| Quellen: Cassini und INSEE |      |      |      |      |      |      |      |      |      |

## Sehenswürdigkeiten
- Kirche Saint-Martin (Glocke und Madonnen-Skulptur als Monuments historiques klassifiziert)
- Kapelle Saint-Nicolas in Béthencourt
- Calvaire
- Schloss Béthencourt
- Mühle in Sénécourt
- Gutshof in Louveaucourt

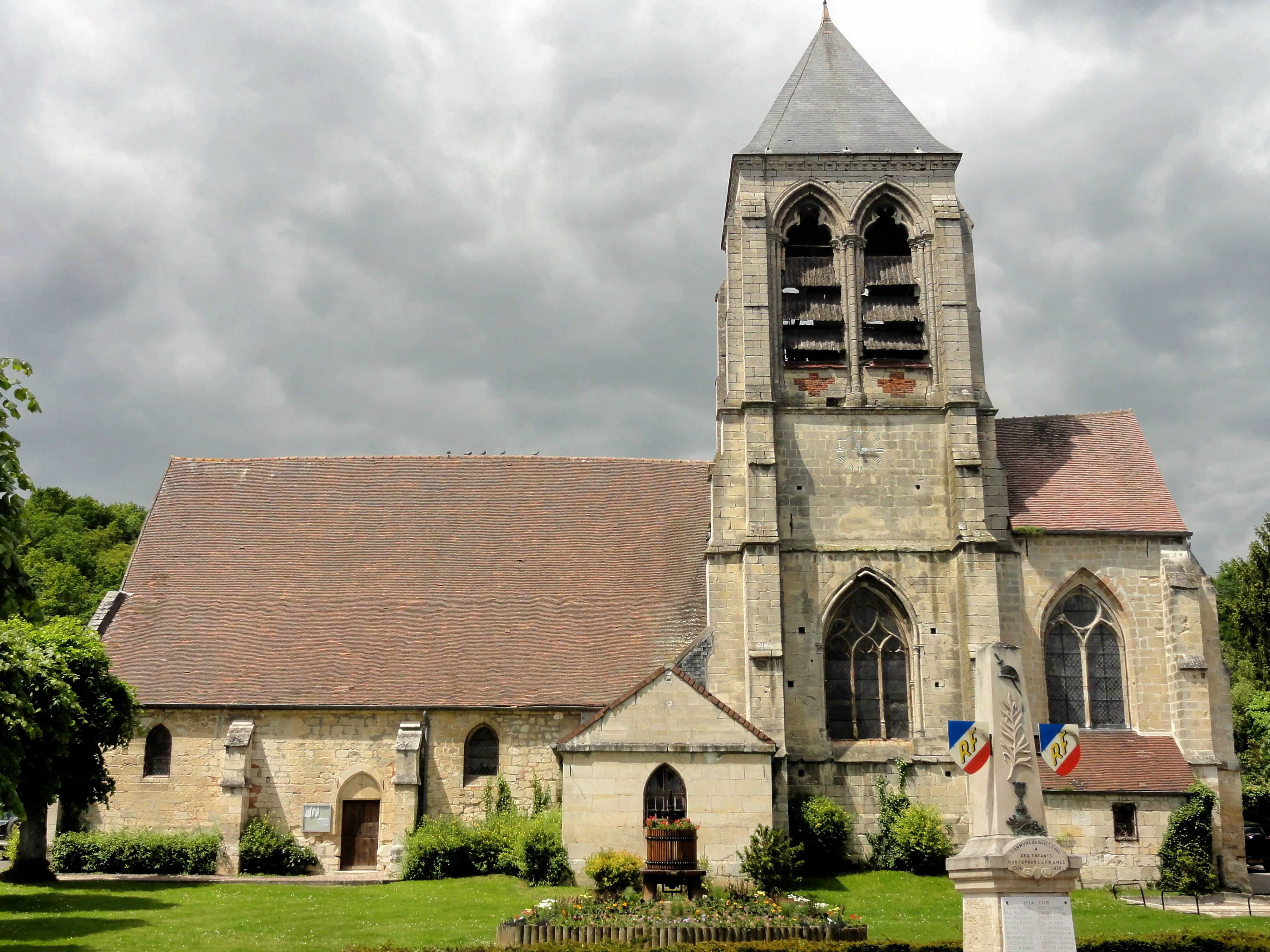
Kirche Saint-Martin
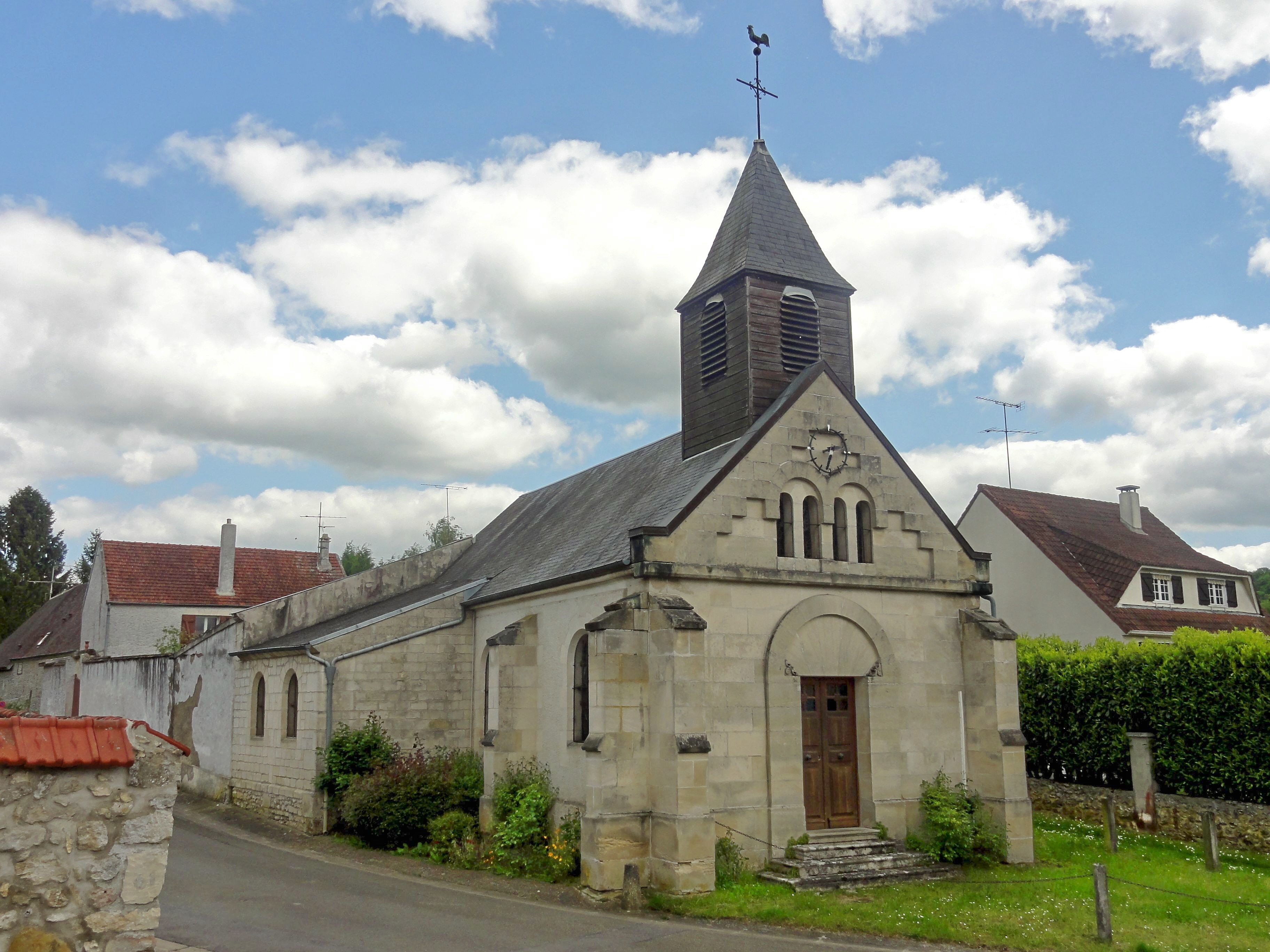
Kapelle Saint-Nicolas
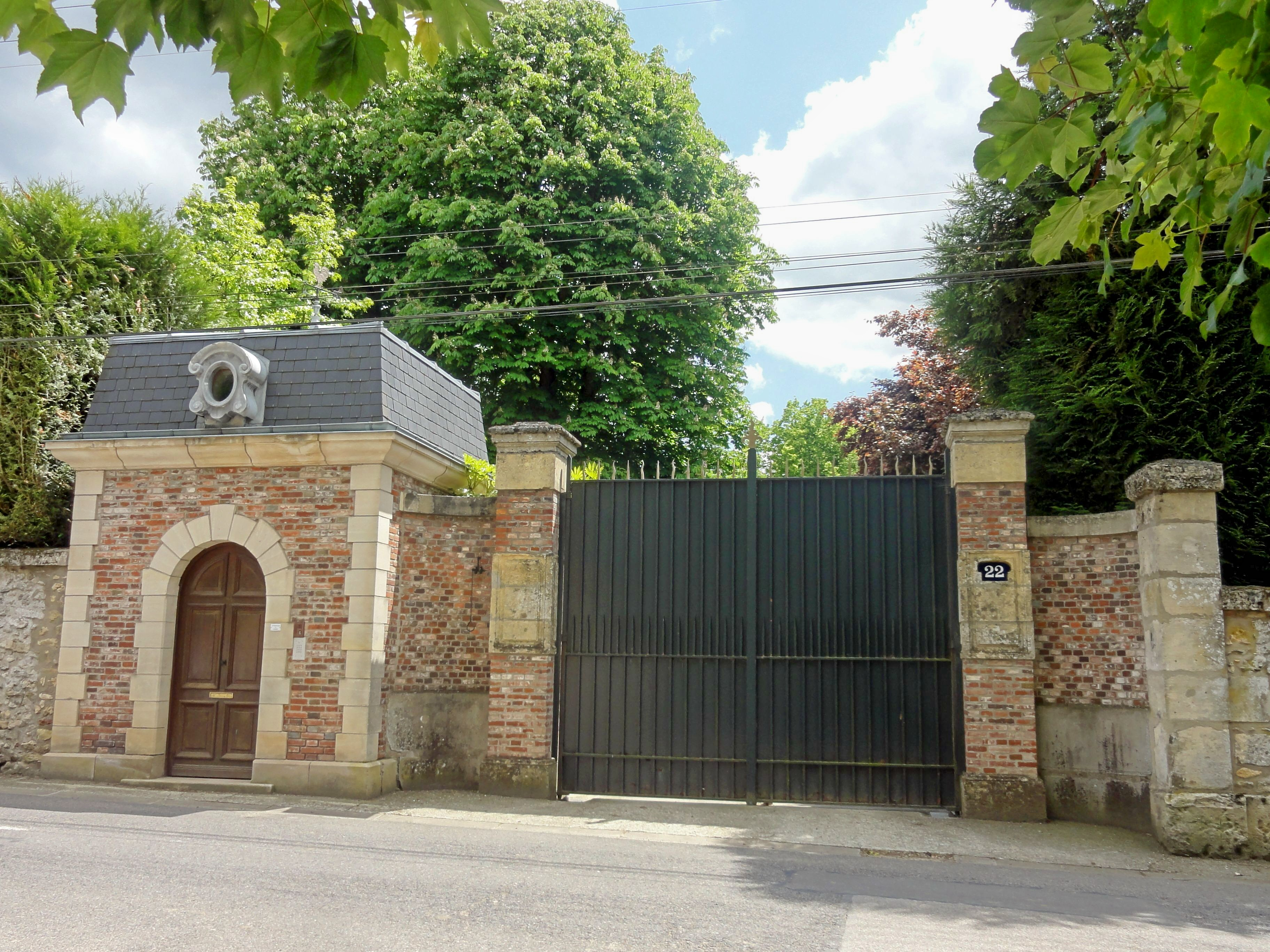
Tor vor dem Schloss Béthencourt
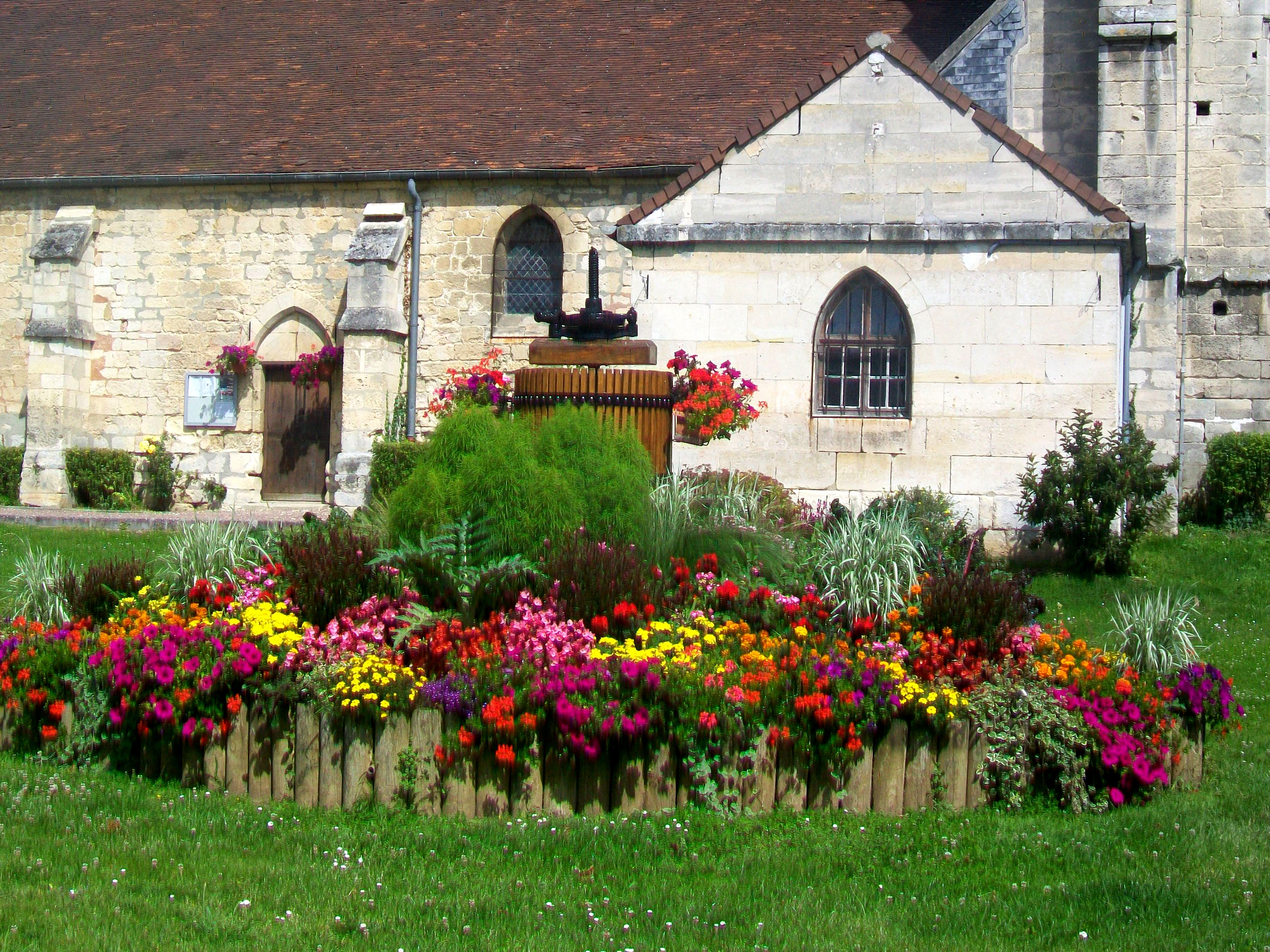
Kelter vor der Kirche
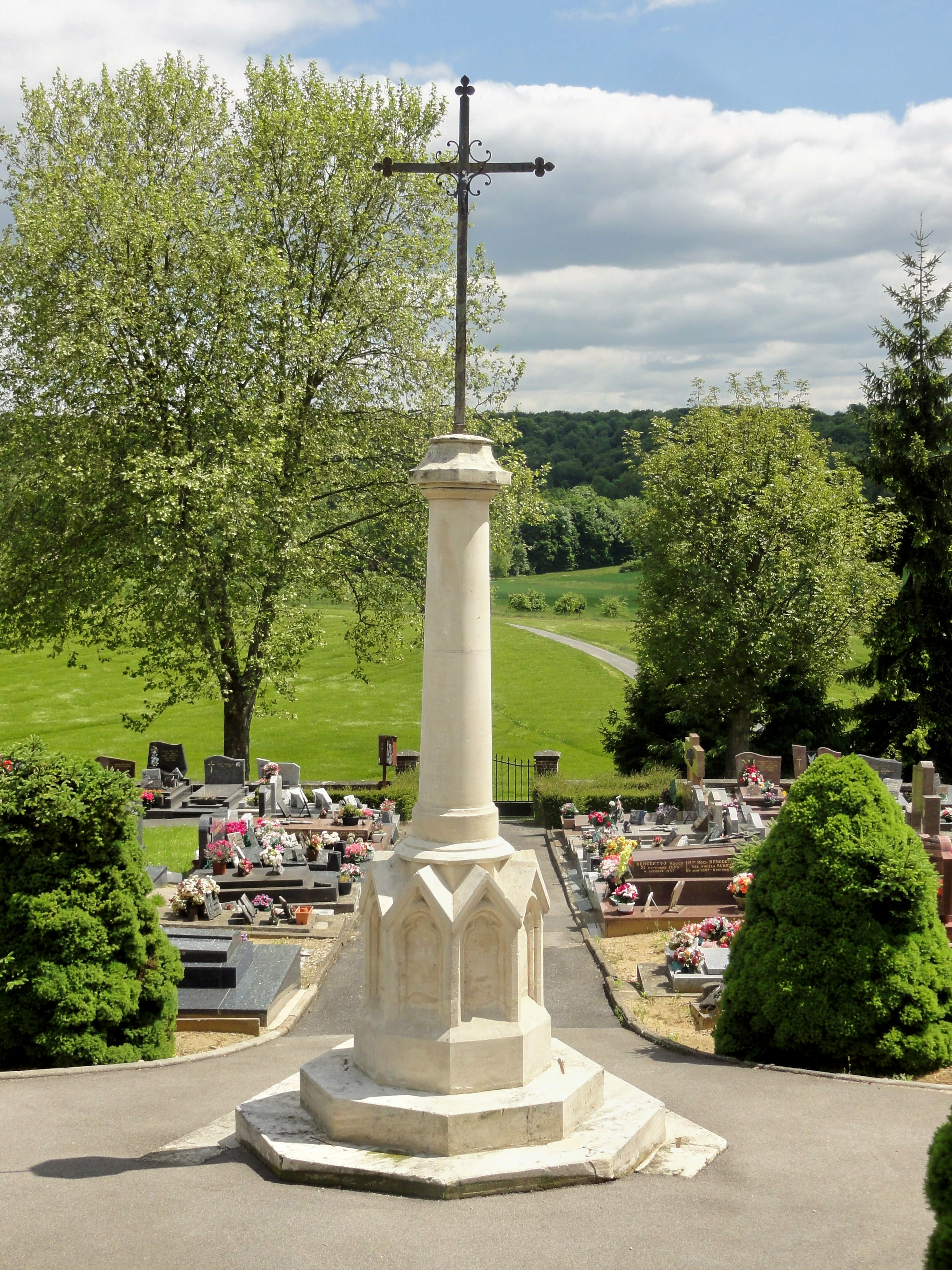
Friedhofskreuz
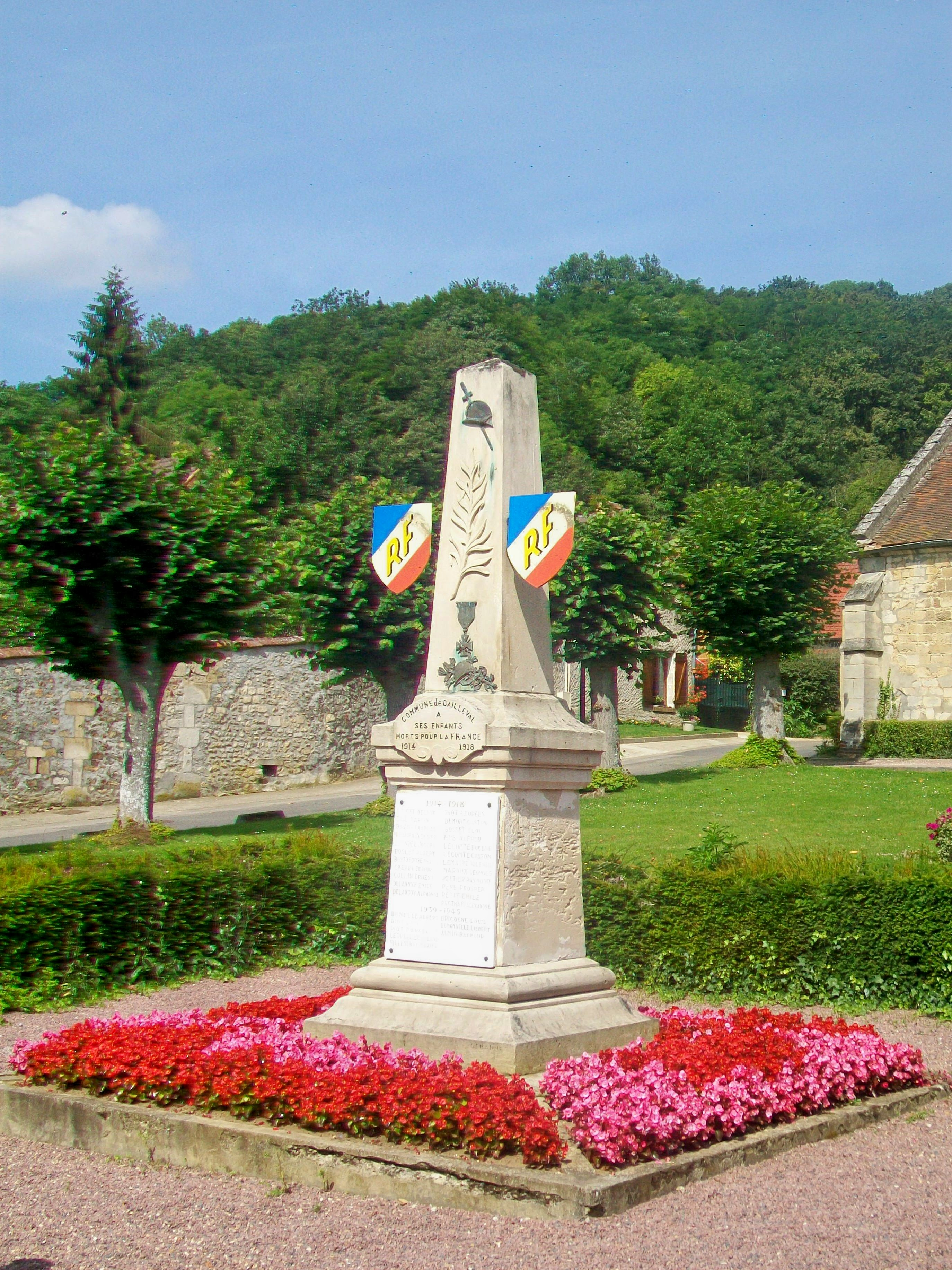
Gefallenendenkmal